# Ayas Paixà
Ayas Paixà (Ayas Pasha o Ayäs Pasha) (vers 1483-1539) fou un gran visir otomà d'origen albanès nascut a Cimera o Himera prop de Valona. Se sap que tenia tres germans i enviava cada mes a la seva mare 100 ducats, monja a Valona. El seu pare es deia Mehmed segons la inscripció a la seva tomba.
Portat de jove a Turquia per servir a palau, va obtenir el rang d'agha. El 1514 va participar en la batalla de Çaldiran i va servir a la guerra de 1515 contra el príncep Ali al-Dawla d'Elbistan; després va servir a Síria (1516-1517) i sembla que va tenir part important en la derrota final del sultà mameluc Al-Àixraf Tuman-bay (1517). Devia rebre llavors (1519) el nomenament com beglerbeg d'Anadolu que ocupava el 1520. Va combatre amb èxit la revolta de Djanberdi al-Ghazali a Síria (1520-1521) i fou nomenat governador de Damasc (mars de 1521) càrrec que va ocupar fins a final de l'any per ser nomenat llavors beglerbeg de Rumèlia.
Durant el seu govern a Rumèlia va prendre part al setge de Rodes (1522) i tot seguit fou nomenat tercer visir. Ascendit a segon visir va fer la campanya de Mohács (1526), de Viena (1529), de Güns (1532) i de l'Iraq (1534-1535).
Mort el gran visir Ibrahim Paixà (15 de març de 1536) fou nomenat gran visir. En el seu govern es va lliurar la guerra contra els venecians (1537-1540), es va produir l'atac austríac a Eszék (1537) seguit de la campanya otomana de Corfú (1537), i es va fer la campanya de Moldàvia (1538) i l'expedició del governador d'Egipte Sulayman Pasha contra Diu, establiment portuguès a l'Índia (1538-1539). En la campanya de Corfú del 1537 Ayas va sotmetre als albanesos de la regió de Valona, els seus compatriotes, i va crear el nou sandjak de Delwine a aquesta regió.
Va conservar el càrrec fins a la seva mort esdevinguda el 13 de juliol de 1539. Una de les seves filles es va casar amb Guzeldjke Rustemn Pasha, després beglerbeg de Buda; es parla d'una filla que es va casar amb el sandjak beg de Silistra però no se sap si era la mateixa i Guzeldjke va tenir aquest càrrec abans. Un dels seus germans fou governador de l'Eyalat de Karaman i després de Damasc.